# 체사레 그라비나

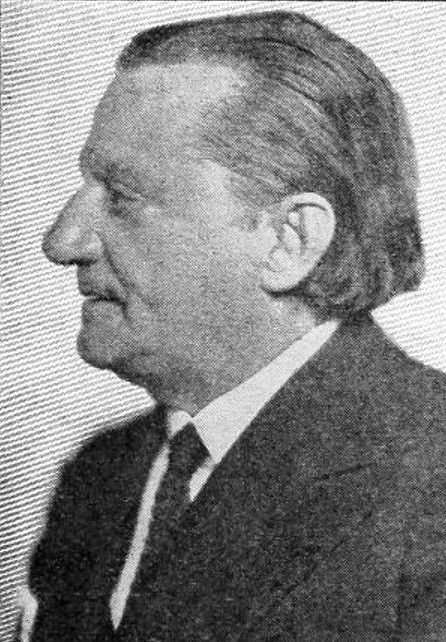
체사레 그라비나 (1924년)

체사레 그라비나(이탈리아어: Cesare Gravina, 1858년 1월 23일 ~ 1954년 9월 16일)는 이탈리아의 배우이다.
나폴리에서 태어났으며 뉴욕에서 사망하였다.

## 출연

### 영화
- 더 트레일 오브 '98 (1928년)
- 웃는 남자 (1928년)
- 오페라의 유령 (1925년)
- 탐욕 (1925년)
- 버터플라이 (1924년)
- 어리석은 아낙네들 (1922년)